# Villa Fontana (Entre Ríos)
Villa Fontana é uma junta de governo da província de Entre Ríos, na Argentina.